# Gulf Island Fabrication
Gulf Island Fabrication Inc. ist ein US-amerikanischer Hersteller von Offshore-Strukturen, darunter Stahlstrukturen und Einheiten für die Offshore-Öl- und Gasindustrie, die Schifffahrtsindustrie und andere industrielle Märkte. Das Unternehmen wurde 1985 von Alden J. Laborde gegründet. Das Unternehmen hat seinen Hauptsitz in Houston, Texas und betreibt mehrere Fertigungsstätten entlang der Küste des Golfs von Mexiko.
Zum 1. Januar 2016 wurde die Schiffswerft LeeVaac aus New Orleans übernommen.
Hauptkonkurrent ist Kiewit Offshore Services.